# 애비 로드 (런던)

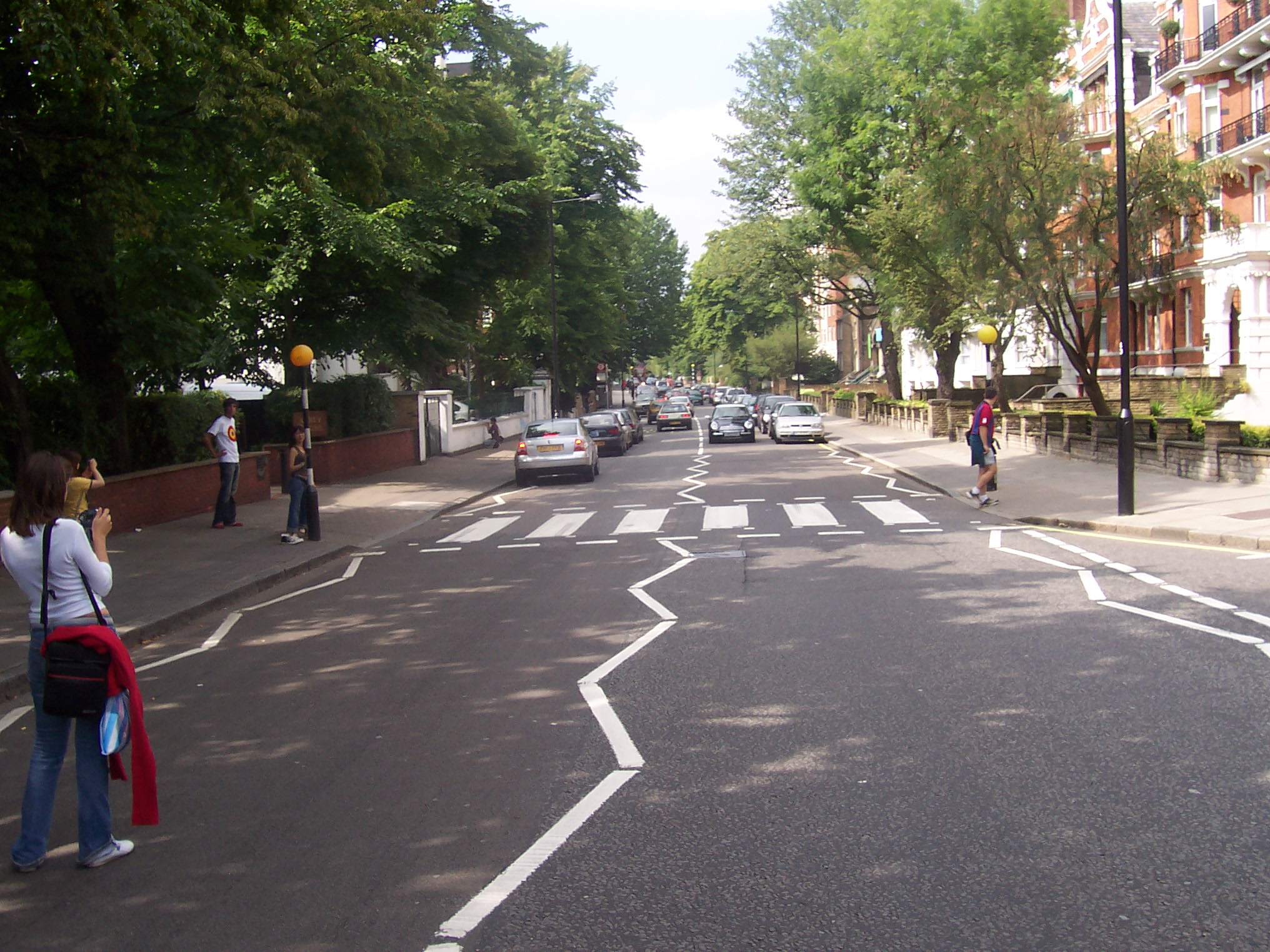
애비 로드의 횡단보도

애비 로드(Abbey Road)는 영국 런던 캠던구와 시티오브웨스트민스터에 있는 거리이다. 로즈 크리켓 그라운드 인근의 세인트존스우드 일대를 북서쪽에서 남서쪽 방면으로 지나가는 도로이다. 애비 로드 스튜디오가 위치해 있으며, 비틀즈의 1969년 앨범 《Abbey Road》는 이 거리명에서 따옴과 동시에 음반 커버도 여기에서 촬영한 것으로 유명하다.

## 지리
런던 북부 캠던구와 시티오브웨스트민스터에 걸친 도로로, 킬번 북서쪽의 퀙스 로드 (Quex Road)와 웨스트 엔드 레인이 만나는 교차로에서 시작된다.
남동쪽 방면으로 약 1마일 (1.6km) 정도 이어지는 도로로서 벨사이즈 로드, 바운더리 로드, 말보로 플레이스를 거쳐 그로브 엔드 로드와 가든 로드가 만나는 교차로에서 끝난다. 여기서 서쪽 방면으로 애버콘 플레이스와 이어진다.
애비 로드 일대는 시티오브웨스트민스터의 워드 (ward)로서 시의회 지역구 내지는 최하위 행정구역 명칭으로도 사용되고 있다. 2011년 기준으로 애비로드의 인구는 11,250명으로 집계된다.

## 역사
애비 로드는 원래 중세시대 킬번 수도원과 부속 농장이 있던 곳으로 이어지던 도로였으며, 19세기 경부터 이 일대가 본격적으로 개발되기 시작하였다.  1874년 애비 내셔널 빌딩 소사이어티 (Abbey National Building Society)가 설립되어 애비 로드에 침례교회를 세웠다.

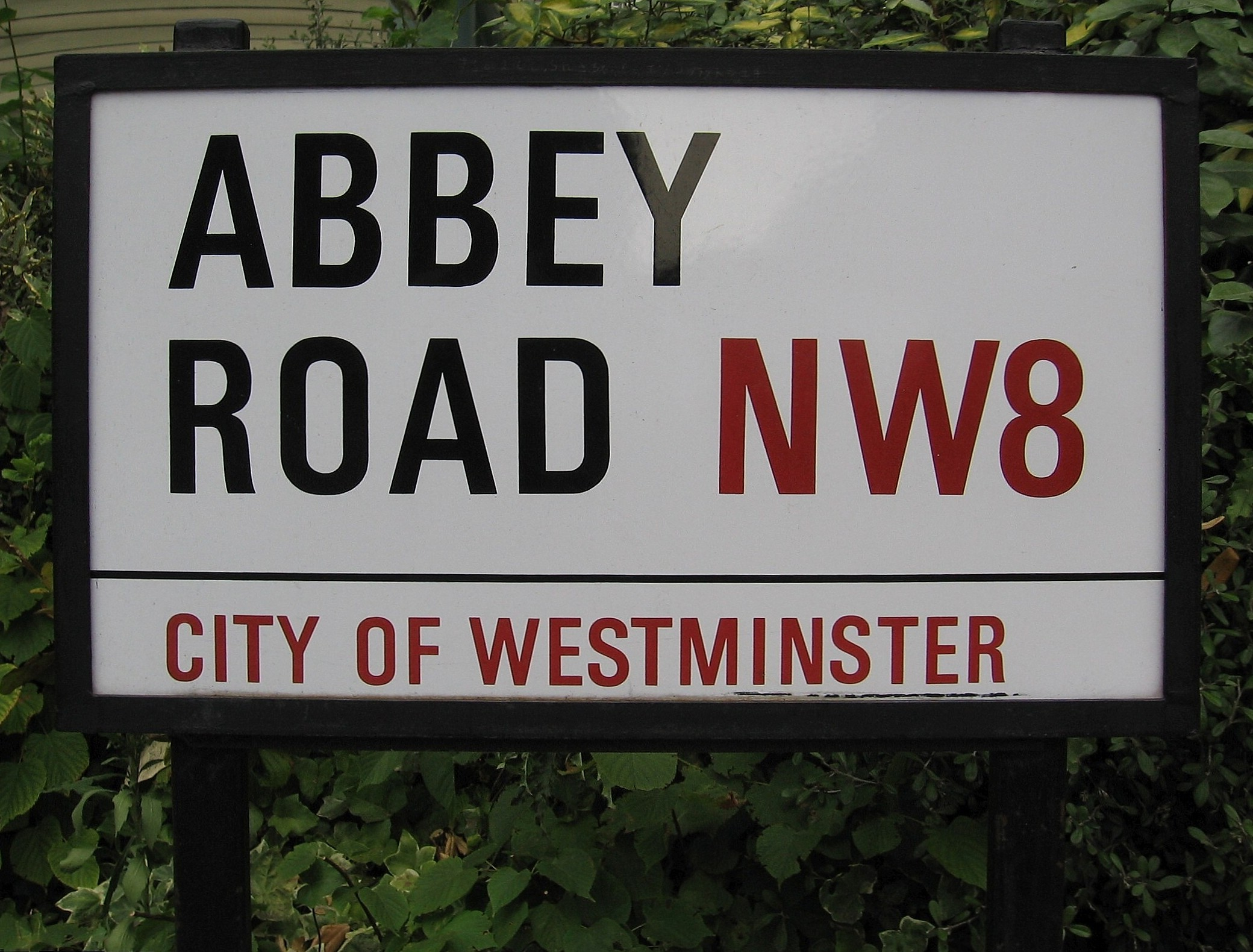
애비 로드의 거리 표지판

애비로드 남동쪽 끝 3번지에는 EMI 소속 애비 로드 스튜디오가 자리잡고 있다. 예로부터 영미권의 수많은 인기 대중음악 가수들이 녹음실로 이용했던 곳으로, 비틀즈, 칸예 웨스트, 글렌 밀러, 퀸, 라디오헤드, 레이디 가가, 셜리 베이시, ABBA, 클리프 리처드, 케이트 부시, 카일리 미노그, 핑크 플로이드 등 다양하다. 1969년에는 비틀즈가 애비 로드의 이름을 따서 마지막 LP판 《Abbey Road》를 내었으며, 앨범 커버로는 스튜디오 입구 바로 앞 애비 로드의 횡단보도를 멤버 네 명이 걸어가는 모습을 찍은 사진을 채택하였다.
비틀즈의 앨범 출시와 함께 애비로드의 횡단보도 역시 유명해졌고, 매번 붐비는 길임에도 불구하고 오늘날 런던의 대표 관광지이자 사진 촬영 명소로 부상했다. 이 사실에 힘입어 비틀즈가 걸었던 횡단보도는 2010년 12월 잉글리시 헤리티지가 주관하는 등록문화재 2급으로 지정되기도 하였다.
횡단보도 자체는 1970년대 도로정비 공사로 인하여 기존의 위치에서 수 미터 정도 이전된 상태다. 2010년 웨스트민스터 시의회 측은 "오디넌스 서베이의 항공 사진을 비교한 결과, 해당 횡단보도는 EMI 스튜디오가 있는 애비로드 3번지로부터 북쪽으로좀 더 옮겨진 것으로 보인다. 당시 사진에는 횡단보도 옆에 네빌 코트의 계단이 있었는데 현재는 애비로드와 그로브엔드 로드의 교차로 인근에 위치해 있다"고 밝혔다.
비틀즈의 앨범 사진을 따라 오랜 세월동안 방문객들로부터 수많은 패러디가 이어지면서 횡단보도의 훼손 문제도 부상하고 있다. 특히 그로브엔드 로드와 애비 로드의 교차로 구석에 있는 도로 표지판은 훼손, 분실 신고가 잦다고 전해진다. 현재는 시의회 측에서 관리 대체비용을 아끼기 위해 건물 높은 곳에 매달아 두었다. 횡단보도 자체로 낙서로 훼손되기 일쑤여서 세달에 한번씩 페인트를 칠하고 있다.